# Salomonkakadua
Salomonkakadua (Cacatua ducorpsii) är en liten kakadua.

## Utseende och läte
Salomonkakaduan är en relativt liten kakadua med helvit fjäderdräkt. Runt ögat syns en blå orbitalring och på huvudet en tofs som när den är rest liknar ett segel. På bröst och buk kan den vara färgat brunaktig. Undersidan av stjärten och vingarna är gulaktiga, men det kan vara svårt att se. Lätet är ett ljudligt hårt kväkande "reh-reh".

## Utbredning och systematik
Fågeln är endemisk för östra Salomonöarna där den förekommer från Bougainville till Malaita och Guadalcanal. Den behandlas som monotypisk, det vill säga att den inte delas in i några underarter.

## Levnadssätt
Fågeln hittas i de flesta skogstyper upp till 1700 meters höjd.

## Status
Trots det begränsade utbredningsområdet och det faktum att den minskar i antal anses beståndet vara livskraftigt av internationella naturvårdsunionen IUCN. 

## Namn
Fågelns vetenskapliga artnamn hedrar franske upptäcktsresanden Louis Jacques Ducorps.